# Textron AirLand Scorpion
Textron AirLand Scorpion — учебно-боевой самолёт, лёгкий штурмовик, разработанный компанией Textron совместно с AirLand Enterprises при участии компании Cessna.

## История
Официально проект представили 16 сентября 2013 года. Во внутренней документации компании использовалось кодовое имя SCV12-1, разработки велись с апреля 2012 года. 12 декабря 2013 года самолёт выполнил первый полёт: он поднялся в воздух с аэродрома базы ВВС США «Макконелл» в Уичите штата Канзас.
Данный самолёт выполнен по нормальной аэродинамической схеме с высокорасположенным крылом малой стреловидности. В хвостовой части располагаются стабилизаторы и два киля. Планер выполнен в значительной мере из композитных материалов, что должно по заявлению производителя обеспечить высокий ресурс использования (до 20 тысяч часов). Силовая установка включает в себя два турбореактивных двигателя Honeywell TF731 с тягой по 1800 кгс. Самолёт не оснащается электродистанционной системой управления, вместо неё будет использоваться система тросов и тяг. Экипаж из двух человек размещается в кабине самолёта тандемом. По заявлению разработчиков в самолёте широко используются уже существующие коммерческие технологии, что позволило значительно ускорить создание самолёта и существенно при этом сэкономить. Себестоимость часа полёта ожидается на уровне 3000—4000 $. А запаса топлива будет хватать на пятичасовое патрулирование на расстоянии 300 км от базового аэродрома.

## Летно-технические характеристики
- экипаж ─ 2 человека
- длина ─ 13,3 метра
- размах крыла ─ 14,4 метра
- масса пустого самолета 5,35 т
- максимальная взлетная масса самолета составляет 9,6 тонны
- согласно проектным расчетам, штурмовик сможет развивать скорость до 833 километров в час
- практический потолок 13 700 м
- перегоночная дальность – до 4,4 тыс. км
- будет оснащен шестью точками подвески для ракет и бомб
- общая масса боевой нагрузки (считая и внутренний отсек) – до 2800 кг